# Dactyl (Mond)
Dactyl ist ein kleiner Mond des Asteroiden Ida, welcher zum S-Typ-Hauptgürtel in der Koronis-Familie gehört, einem Asteroidengürtel zwischen Mars und Jupiter. 
Er ist der erste entdeckte Asteroidenmond. Sein mittlerer Durchmesser beträgt 1,4 km.

## Entdeckung und Benennung
Dactyl wurde am 17. Februar 1994 von Ann Harch aus dem Team der Galileo-Mission bei der Durchsicht von Bildern entdeckt, die beim Vorbeiflug der Raumsonde Galileo am 28. August 1993 gemacht wurden. Diese Bilder lieferten den ersten direkten Beweis für die Existenz eines Asteroidenmondes. Die Entdeckung wurde am 12. März 1994 bekanntgegeben; der Mond erhielt die vorläufige Bezeichnung S/1993 (243) 1.
Am 26. September 1994 wurde der Mond von der Internationalen Astronomischen Union (IAU) offiziell nach den Daktylen benannt, Dämonen aus der griechischen Mythologie, die auf dem Ida-Gebirge auf der griechischen Mittelmeerinsel Kreta lebten. Die Daktylen beschützten den jungen Gott Zeus, nachdem er von Ida auf dem Berg versteckt und großgezogen wurde. Andere mythologische Quellen besagen, dass die Daktylen die Kinder von Ida und Zeus selbst sind.
Dactyl ist die englische Singularform von „Daktyloi“ (griechisch für „Finger“).

## Bahneigenschaften

### Umlaufbahn
Dactyl umkreist Ida in einer prograden Umlaufbahn in 108 km mittlerem Abstand von dessen Zentrum (3,44 mittlere Idaradien). Die Bahnexzentrizität beträgt 0,2; die Bahn ist 8° gegenüber dem Äquator von Ida geneigt.
Die Umlaufbahn von Dactyl ist jedoch nicht präzise bekannt. Galileo befand sich in der Bahnebene des Mondes, als die meisten Aufnahmen gemacht wurden, was die genaue Bahnbestimmung erschwerte. Zudem war die zurückgelegte Wegstrecke von Dactyl zum Zeitpunkt der Aufnahmen zu kurz, da Dactyl sich mit nur 22 km/h um Ida bewegte.

Mögliche Umlaufbahnen von Dactyl um Ida

Zum Zeitpunkt des Vorbeifluges war Dactyl etwa 85 km von Ida entfernt. Basierend auf Computersimulationen muss die Periapsis der Dactylbahn mindestens etwa 65 km betragen, um eine stabile Umlaufbahn zu gewährleisten. Die Bandbreite der berechneten Umlaufbahnen wurde durch die Notwendigkeit eingeschränkt, dass diese durch die von Galileo beobachteten Punkte um 16:52:05 UT bei 85° Länge laufen mussten. 
Die genaue Umlaufzeit konnte nicht ermittelt werden und wird auf 37 Stunden geschätzt.

### Rotation
Die Eigenrotation beträgt mindestens acht Stunden, ist aber möglicherweise mit der Umlaufzeit synchron. Die Längsachse des Mondes war zum Zeitpunkt des Vorbeiflugs auf Ida ausgerichtet, was eher auf eine synchrone Rotation hindeutet.

## Physikalische Eigenschaften

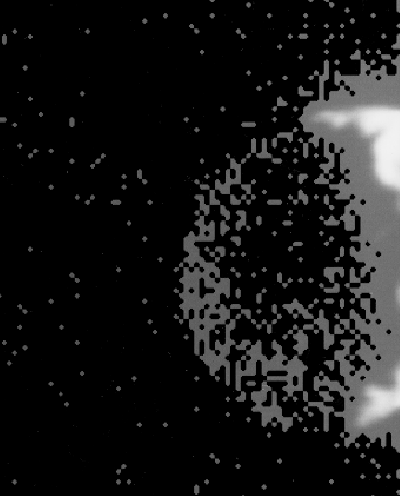
Dactyl im reflektierten Licht von Ida

Dactyl ist ein unregelmäßig geformter, doch bemerkenswert gleichmäßig ellipsoider Körper mit einer Ausdehnung von 1,6 × 1,4 × 1,2 km, beruhend auf dem angenommenen Rückstrahlvermögen von 21 %. Die Abweichung von einem perfekten Ellipsoid beträgt höchstens 130 Meter. Die Masse von Dactyl wird auf 4 · 1012 kg geschätzt.
Ausgehend von einem mittleren Durchmesser von 1,4 km ergibt sich eine Oberfläche von etwa 6 km2, was knapp der Fläche der deutschen Nordseeinsel Baltrum entspricht.
Wie Ida ist die Oberfläche von Dactyl mit Kratern gesättigt, was auf ein hohes Alter hinweist. Sie besitzt mindestens ein Dutzend Krater, die größer als 80 Meter sind. Die beiden größten wurden Acmon und Celmis genannt. Acmon befindet sich auf dem bestaufgelösten Bild genau auf der Tag-Nacht-Grenze (138° O, 39° S) und misst 280 Meter, Celmis liegt etwas unterhalb der Bildmitte (220° O, 46° S) im Schatten und misst 160 Meter.
Mindestens sechs Krater einer linearen Kette weisen auf lokal entstandene Trümmer hin, die möglicherweise von Ida abgesprengt wurden und auf dem Mond einschlugen. Dactyls Krater besitzen im Unterschied zu den auf Ida gefundenen höchstwahrscheinlich Zentralberge. Dies und die rundliche Form weisen darauf hin, dass Dactyl trotz seiner geringen Größe gravitativ gebunden ist. Die mittlere Oberflächentemperatur von Dactyl wird wie die von Ida auf −73 °C geschätzt.
Im Spektrum ähneln Ida und Dactyl den übrigen Mitgliedern der Koronis-Familie. Kleine spektrale Unterschiede deuten darauf hin, dass der durch den Weltraum bedingte Verwitterungsprozess auf Dactyl weniger aktiv als auf Ida ist. Seine geringe Größe würde die Bildung größerer Mengen von Regolith unmöglich machen, im Unterschied dazu ist Ida von einer dicken Schicht dieses Materials bedeckt. Außerdem nimmt man an, dass in der Zusammensetzung der beiden Körper der Anteil von Pyroxenen und Olivin bei Dactyl höher ist.
Zur Entstehung von Dactyl existieren zwei Theorien: Entweder wurde Dactyl bei einem Einschlag eines anderen Kleinkörpers auf Ida von dem Asteroiden in vergleichsweise junger Vergangenheit abgesprengt, oder Ida und Dactyl sind die Überbleibsel eines noch größeren Ursprungskörpers, der bei einer Kollision mit einem anderen Asteroiden gänzlich zersprengt wurde und dabei die Koronis-Familie bildete. Zudem ist es möglich, dass vor etwa 100 Millionen Jahren ein größerer Einschlag auf Dactyl stattgefunden hat, der dessen Größe reduziert hat.
Ein Einfang durch Ida ist im höchsten Maße unwahrscheinlich. Gemäß den Gesetzen der Himmelsmechanik würde ein Objekt, das sich Ida annähert, von diesem Asteroiden lediglich abgelenkt, jedoch niemals eingefangen werden, falls kein Drittkörper vorhanden wäre, der dieses Objekt abbremsen würde.

## Anziehungskraft
Aufgrund der Massen von Ida und Dactyl sowie dem mittleren Abstand ergibt sich eine gegenseitige Anziehungskraft von ca. 943 MN.

## Erforschung

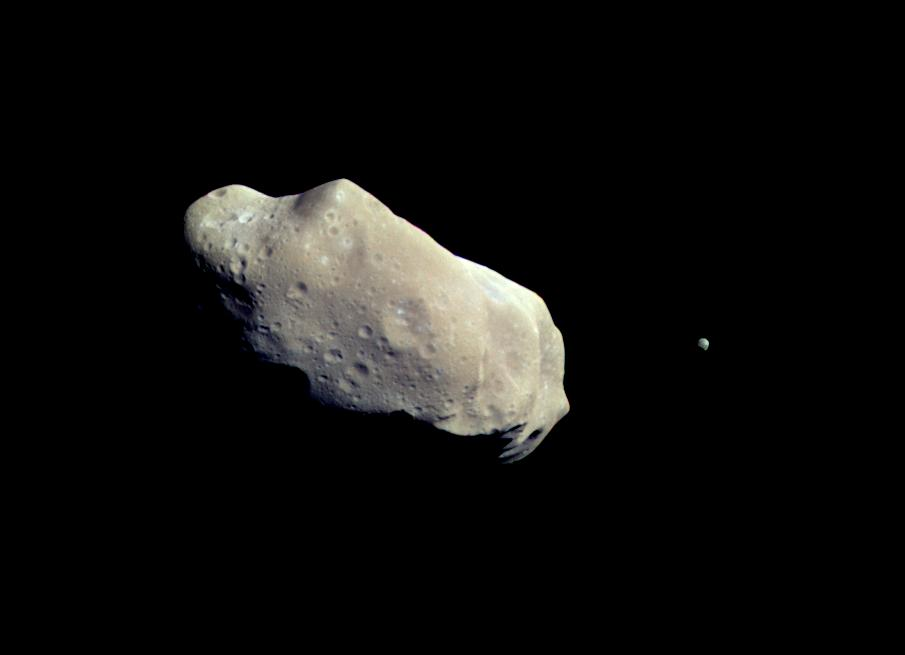
Asteroid Ida mit Mond Dactyl (rechts)

Galileo nahm am 28. August 1993 insgesamt 47 Aufnahmen von Dactyl in einem Zeitraum von 5,5 Stunden auf. Als das erste Bild gemacht wurde, auf dem Dactyl zu sehen war, war die Sonde 10.760 km von Ida und 10.870 km von Dactyl entfernt; 14 Minuten später fand die größte Annäherung (2.393 km an Ida) an das System statt. Die beste Auflösung bei Dactyl betrug 39 Meter pro Bildpunkt. 
Am 26. April 1994 beobachtete das Hubble-Weltraumteleskop Ida während acht Stunden. Dactyl konnte dabei allerdings nicht beobachtet werden, da er durch die große Nähe von Ida überstrahlt wurde.
Seit der Entdeckung von Dactyl, der bereits beim zweiten Vorbeiflug an einem Asteroiden entdeckt wurde, wird davon ausgegangen, dass Asteroidenmonde kein ungewöhnliches Phänomen im Asteroidengürtel sind. Schon im November 1998 wurde von der Erde aus ein zweiter Asteroidenmond names Petit-Prince entdeckt, der (45) Eugenia umkreist.